# Bojim se te
Bojim se te  je povest Josipa Jurčiča. Besedilo ima podnaslov Zgodovinska povest. Delo je prvič izšlo v časopisu Zvon v letu 1876.

## Vsebina
V mrzli noči leta 1681 je mladenič koračil čez Ljubljano, odšel v jezuitski samostan in tam po skrivnem hodniku v visoko sobo. Mladeniča, ki mu je ime Anton, sprejme jezuit, njegov stric, ki prinese tudi hrano. Pogovarjata se o Antonovi nevesti. Ta ga je vznejevoljila s tem, da mu je na vprašanje, ali ga ljubi, odgovorila, da se ga boji. Antona je strah, da bi deklica vedela, kdo on v resnici je. Zdaj mu je ime Anton Vit, šolal se je pri Jezuitih, a bo šel v cesarsko službo. Antonovega očeta so obesili, zato mora mladenič nositi rdečo vrvico okrog pasu. A vrvice ne nosi več, stric ga kara. 
Kmalu je mladenič obiskal svojo zaročenko, Emilijo Ravbarjevo, lepo, plemenito, a ubožno deklico. On jo vpraša, če bi ga ljubila, če ne bi bil plemenit. Deklica mu reče, da ga ne bi ljubila. Mladenič vstane in odide. Tri dni ga ni domov, ko se vrne, je bled kot smrt. Pravi, da spet nosi vrvico in strica prosi, naj ga pelje h cerkvi, kjer naj ga posvetijo, da mu bodo lahko potem vrvico sneli. Deklica zanj prave ljubezni ni premogla. 
Čez štiri leta so v cerkvi v Gradcu Antonu Tattenbachu, sinu zaradi zarote proti cesarju usmrčenega človeka, odvzeli vrvico in ga posvetili za duhovnika. Mladenič je bil bled in srečen ni mogel biti. Še štiri leta kasneje sedi mlad pater v spovednici, vanjo pride lepa mlada gospa. Pater se zdrzne, a gospa njega ne prepozna. Za njo je stalo mlado delavsko dekle, ki je prisluškovalo, kakšne grehe ima ta imenitna gospa. Dekle je slišalo o nekem starem možu, ki je bil bogat in o nekem mladem možu, drugega ni razumelo. Gospa z objokanimi očmi odide. Pater gre v zakristijo, kjer se med njegovimi molitvami sliši: »Dobro, da se me je bala!«.